# Wakfu Raiders
Wakfu Raiders est un jeu de rôle tactique mobile s'inscrivant dans l'univers de Wakfu et de Dofus (le Krosmoz). Il sort en Europe le 23 juillet 2015 sur les plateformes Android et IOS. Ce projet est initié par Ankama Games, et réalisé avec Gumi. Il est retiré du marché le 28 juin 2016.

## Univers
L'univers de Wakfu Raiders s'inscrit dans celui du Monde des Douze, utilisé par les jeux vidéo Dofus et Wakfu, mais dans un monde alternatif (du nom d'Etatim).

## Système de jeu
Le joueur constitue au fur et à mesure du jeu une équipe de personnages, qui lui sert pendant des combats. Ces derniers se font au tour par tour et les personnages attaquent automatiquement, l'action du joueur étant limité à l’activation d'attaques spéciales ou de combos.
Le joueur avance de mondes en mondes, divisés en 8 donjons. Pour terminer et sortir d'un monde il est nécessaire de terminer les donjons.
Chaque donjon est composé de trois salles, dont la dernière possède d'un « Boss » (monstre significativement plus puissant que les autres).
Une fois le donjon fini, le joueur débloque de nouveaux niveaux de difficultés (successivement : Élite puis Expert) qui apportent des récompenses plus importantes, au prix d'une réussite plus ardue.
Le jeu permet également aux joueurs de s'affronter entre eux au cours de tournois.

## Développement
Ankama a d'abord sorti son jeu en « soft launch » (lancement sur un marché mineur) pour y effectuer les tests et réglages pour le mettre ensuite sur le marché européen.
Ankama collabore avec Gumi pour la création de ce jeu.
La fermeture des serveurs de Wakfu Raiders est annoncée pour le 28 juin 2016. Pour cause, le jeu n'est pas assez rentable pour la société,.

## Critique
Les critiques font état d'un jeu agréable à jouer, avec de bonnes animations mais pointent le manque de profondeur dans le développement de l'histoire, qui n'est présent qu'au début, bien que l'univers apporte une distinction du jeu par rapport aux autres jeux mobiles. Celle-ci font aussi état d'un manque d'interactivité (ou plutôt du manque d'intervention du joueur en combat) mais qui dispose d'une nécessité de placement stratégique réussi. Les critiques ne s'accordent pas sur la nature Free-to-play trop orienté sur la dépense nécessaire d'argent ou non (nature pay-to-win du jeu ou non).